# (1566) Икар
(1566) Ика́р (др.-греч. Ἴκαρος) — небольшой околоземный астероид из группы аполлонов, который характеризуется крайне вытянутой орбитой. Он был открыт 27 июня 1949 года немецким астрономом Вальтером Бааде в Паломарской обсерватории США и назван в честь Икара, персонажа древнегреческой мифологии, известного своей необычной смертью.

Орбита астероида Икар и его положение в Солнечной системе
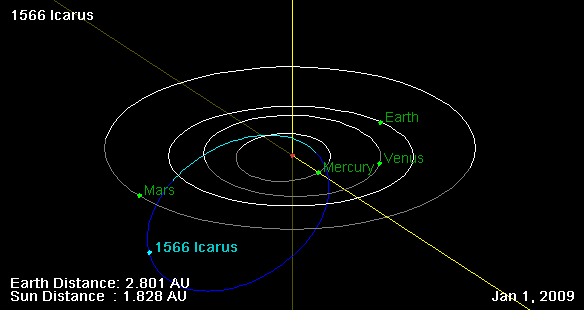
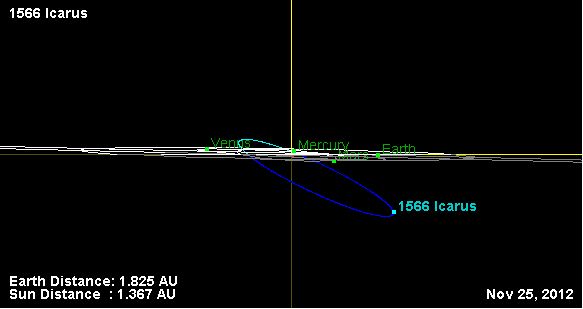
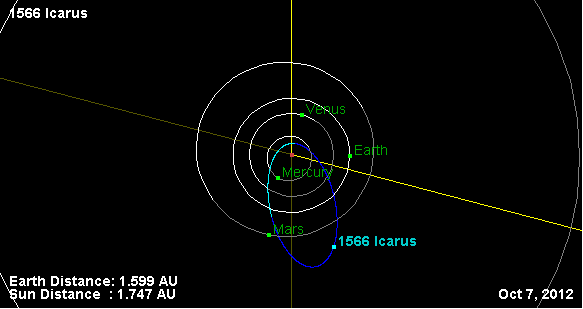

## Орбитальные характеристики
Астероид обладает высоким эксцентриситетом орбиты (почти 0,83), из-за чего в процессе своего движения по орбите он значительно меняет расстояние от Солнца и пересекает орбиты всех планет земной группы. Таким образом, Икар оправдывает своё название, проникая в перигелии своей орбиты внутрь орбиты Меркурия и приближаясь к Солнцу на расстояние до 28,5 млн км. При этом его поверхность на таком расстоянии от Солнца нагревается до температуры свыше 600 °C.
В период между 1949 и 1968 годами Икар подошёл так близко к Меркурию, что тот своим гравитационным полем изменил орбиту астероида. В 1968 году австралийскими астрономами были проведены расчёты, согласно которым, в результате сближения Икара с нашей планетой в том году астероид вполне мог рухнуть на Землю в Индийском океане в районе африканского побережья. К счастью, эти расчёты не оправдались, астероид прошёл мимо на расстоянии всего в 6,36 млн км. Однако, если бы он всё же упал на Землю, то энергия удара была бы эквивалентна 100 Мт в тротиловом эквиваленте.
Астероид Икар сближается с Землёй каждые 9, 19 и 28 лет. Предпоследний раз астероид сближался в 1996 году и пролетел на расстоянии 15,1 млн км. Последний раз был 16 июня 2015 года — астероид пролетел на расстоянии 8,1 млн км от Земли. В следующий раз астероид подойдёт к Земле на сопоставимое расстояние (6,5 млн км от планеты) 14 июня 2090 года.

## Проект «Икар»
Весной 1967 года профессором Массачусетского технологического института была поставлена перед его студентами задача составления проекта уничтожения этого астероида в случае его неминуемого столкновения с Землёй, которая стала известна под названием «Проект Икара». Первое сообщение об этом проекте появилось в журнале Time в июне 1967 года, а лучшие работы были опубликованы в виде книги год спустя. Данная работа вдохновила голливудских продюсеров на создание фильма-катастрофы «Метеор».

## Икар в культуре
- В советском научно-фантастическом фильме «Небо зовёт» (1959 год) на астероид Икар совершает аварийную посадку советская спасательная экспедиция со спасëнными американцами на борту. Им пытаются помочь с Земли.
- Британский писатель Артур Кларк (1960 год) в научно-фантастическом рассказе «Лето на Икаре» описывает условия на астероиде, где, из-за неисправности космокара, оказался астронавт Шеррард, участник экспедиции для исследования Солнца.